# Anthessius obtusispina
Anthessius obtusispina is een eenoogkreeftjessoort uit de familie van de Anthessiidae. De wetenschappelijke naam van de soort is voor het eerst geldig gepubliceerd in 1983 door Ho.